# Bokor
Bokor – wieś i gmina w północnej części Węgier, w pobliżu miasta Pásztó. Miejscowość leży na obszarze Średniogórza Północnowęgierskiego i należy do powiatu Pásztó, wchodzącego w skład komitatu Nógrád.
Gyorgy Bulanyj, pijar, jest założycielem podziemnej wspólnoty katolików w czasach komunizmu na Węgrzech.
Gmina Bokor liczy 115 mieszkańców (2009) i zajmuje obszar 6,75 km².